# Cheburgolskaya
Cheburgolskaya (del ruso: Чебургольская) es una stanitsa del raión de Krasnoarméiskaya, en el sur de Rusia. Está situada en el delta del Kubán, en la orilla derecha de su distributario Protoka, 24 km al norte de Poltávskaya y 92 al noroeste de Krasnodar, la capital del krai. Tenía 2 447 habitantes en 2010
Es cabeza del municipio Cheburgolskoye, al que pertenece asimismo Prototskiye. En su conjunto el municipio cubre una superficie de 148.60 km².

## Historia
La stanitsa fue fundada en 1870 como jútor Cheburgol.

## Econocmía
La principal actividad económica es la agricultura, cabe destacar el silo elevador de grano.

## Servicios sociales
En el municipio se hallan dos escuelas, dos jardines de infancia, un ambulatorio y un punto de enfermería, dos Casas de Cultura, dos bibliotecas y una escuela de música.